# طال هنري
طال هنري (بالإنجليزية: Tal Henry)‏ هو عازف جاز وملحن أمريكي، ولد في 10 يوليو 1898، وتوفي في 17 أغسطس 1967.